# Walter Koch (Mediziner)
Carl Eduard Walter Koch (* 3. Mai 1880 in Dortmund; † 21. November 1962 in Gretesch bei Osnabrück) war ein deutscher Pathologe. Das Koch-Dreieck, ein Areal im rechten Herzvorhof, ist nach ihm benannt.

## Leben
Walter Koch war der Sohn des Regierungsbaumeisters Viktor Koch und dessen Ehefrau. Seine Eltern starben früh und er wuchs bei Verwandten in Osnabrück auf. Von Oktober 1900 bis Februar 1905 durchlief Koch an der Kaiser-Wilhelms-Akademie eine Ausbildung zum Militärarzt. 1906 wurde Koch Assistenzarzt, 1907 wurde er an der Universität Freiburg promoviert. Als Assistenzarzt, später Oberarzt, beim 5. Badischen Infanterie-Regiment Nr. 113 war er an das von Ludwig Aschoff geleitete Institut für Pathologie der Universität Freiburg abkommandiert. In Freiburg war Koch insbesondere mit Forschungen zum Erregungsleitungssystem des Herzens, vornehmlich des Sinus- und Atrioventrikularknotens, beschäftigt. Während des Ersten Weltkrieges war Koch als Armeepathologe tätig und ab 1917 mit Aufbau und Leitung einer „Kriegspathologischen Sammlung“ an der Kaiser-Wilhelms-Akademie beauftragt. An diesem Vorhaben war auch Ludwig Aschoff beteiligt, ebenso wie an der späteren Begründung einer entsprechenden Veröffentlichungsreihe (Veröffentlichungen aus dem Gebiete der Kriegs- und Konstitutionspathologie). Der „Kriegspathologie“ lag die im frühen 20. Jahrhundert deklarierte Konstitutionspathologie zugrunde, die sich „auf die Auseinandersetzung des Organismus mit den Herausforderungen der Natur und der Gesellschaft, auf die Verteidigungsmechanismen des Körpers und auf seine innere, erbbiologische Prädisposition“ (Prüll) konzentrierte. Nach Kriegsende wurde Koch als Oberstabsarzt aus dem Militärdienst entlassen und führte die vorgenannte Sammlung der mittlerweile aufgelösten Akademie weiter. 1921 habilitierte sich Koch bei Otto Lubarsch und wurde im Folgejahr zum außerordentlichen Professor ernannt. Im Sommersemester 1924 vertrat er in Freiburg seinen vormaligen Mentor Aschoff. Ab 1925 leitete Koch das Pathologische Institut des Städtischen Krankenhauses Westend und wurde Geschäftsführer der seit 1920 auf dem Krankenhausgelände angesiedelten Sozialhygienische Akademie. Nach der Machtergreifung durch die Nationalsozialisten wurde die Sozialhygienische Akademie im Herbst 1933 zur „Staatsmedizinischen Akademie“, Koch wurde auch deren Geschäftsführer. In dieser Eigenschaft führte Koch Kurse zur „Erb- und Rassenbiologie“ durch. Mit Beginn des Zweiten Weltkrieges wurde das Krankenhaus Westend Lazarett (Reserve-Lazarett 101 Berlin), das Koch als Chefarzt leitete. Nach Kriegsende wurde Koch Ärztlicher Direktor des nunmehr wieder zivilen Krankenhauses. Das Krankenhaus Westend war nach Gründung der FU Berlin 1948 in West-Berlin zur Universitätsklinik geworden. Koch hatte von 1948 bis 1952 an der neugegründeten Universität den Lehrstuhl für Pathologie inne. Sein Nachfolger auf dem Lehrstuhl war Wilhelm Doerr.
Koch war seit dem 31. März 1909 verheiratet. Er starb im Alter von 82 Jahren in Gretesch bei Osnabrück.

## Veröffentlichungen (Auswahl)
- mit Ludwig Aschoff: Skorbut. Eine pathologisch-anatomische Studie. Fischer, Jena 1919. (Band 1 der Veröffentlichungen aus der Kriegs- und Konstitutionspathologie.)
- Der funktionelle Bau des menschlichen Herzens. Urban und Schwarzenberg, Berlin, Wien 1922.
- Thoraxschnitte von Erkrankungen der Brustorgane : Ein Atlas. Julius Springer, Berlin 1924, doi:10.1007/978-3-662-40205-4.